# Euglena texta
Euglena texta ist eine Art aus der Gattung Euglena. Sie kommt in stark eutrophen stehenden Gewässern im Plankton vor. Sporadisch ist sie in flachen Gewässern in Massen zu finden.

## Merkmale
Euglena texta ist eine 50 bis 60 Mikrometer große grüne Streifenkugel. Die Zellen sind beinahe kugelrund. Die Pellikula ist völlig starr und weist Streifen auf. Die Chloroplasten sind sechskantig. Die Paramylumstärkekörper sind geringfügig kleiner als die Chloroplasten. Der Augenfleck ist rot.

## Belege